# Závrt

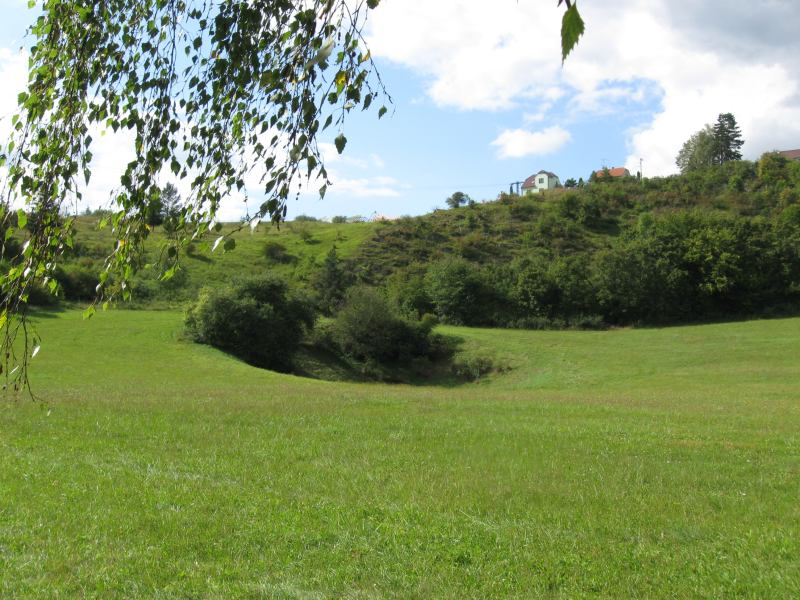
Blažkův závrt u Ostrova u Macochy

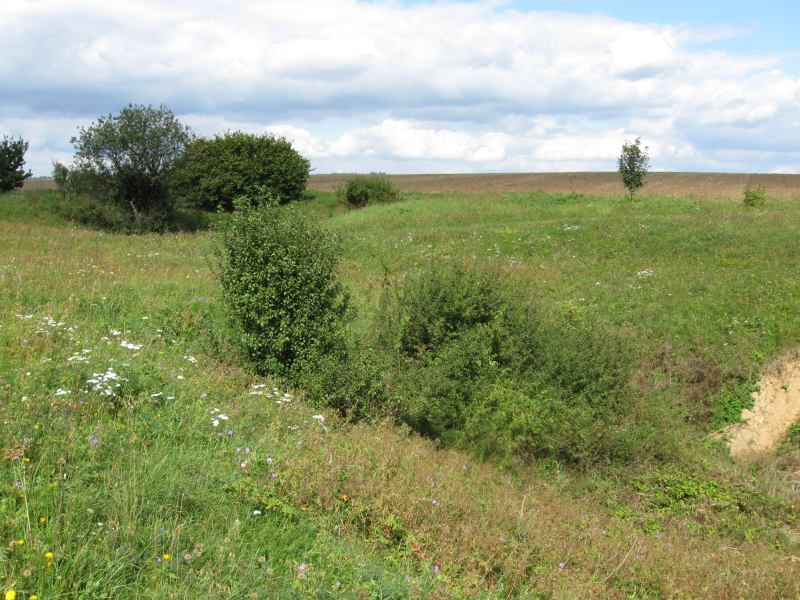
Jandourkovy závrty v Moravském krasu

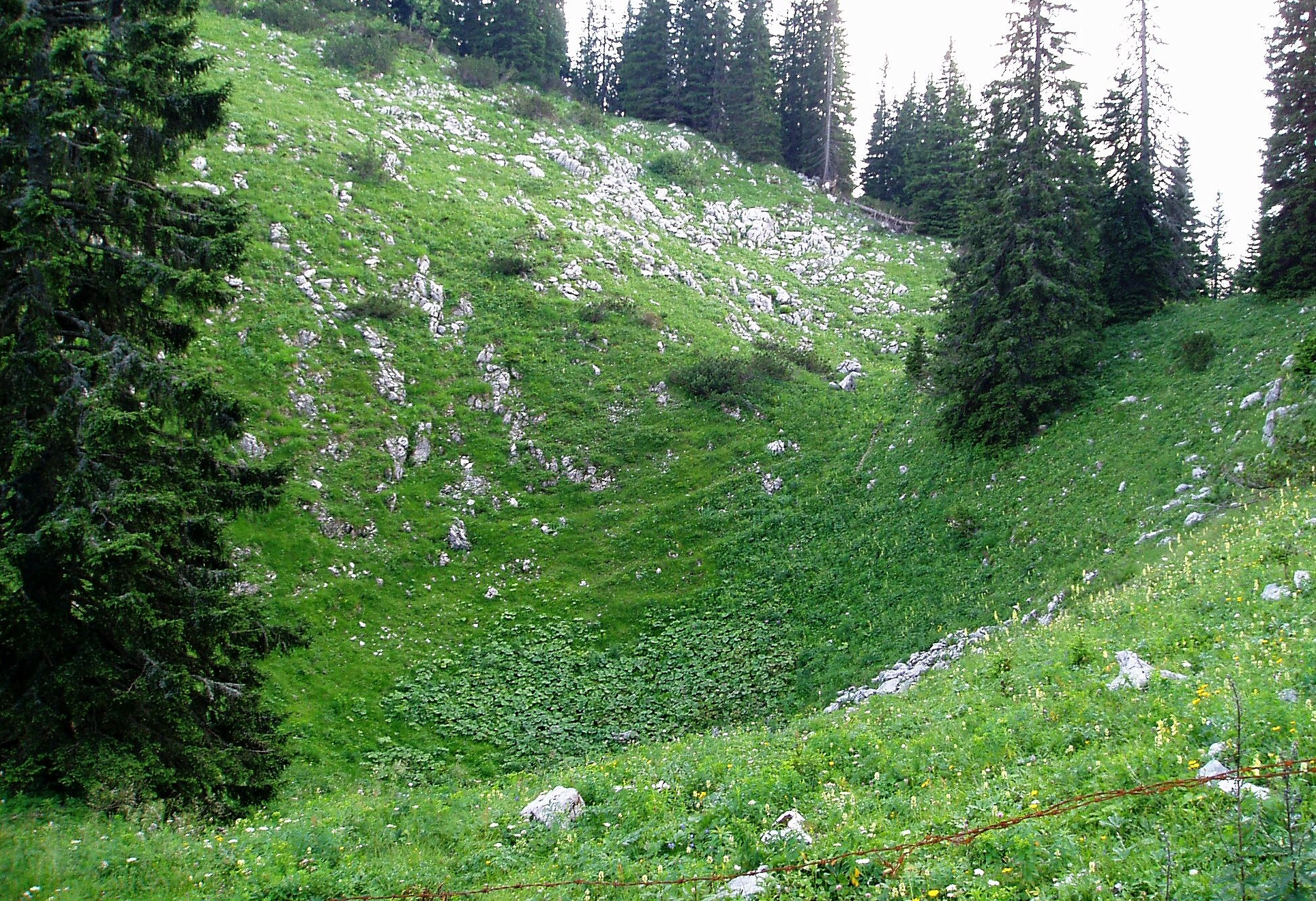
Závrt v masívu Dürrnstein, Rakousko

Závrt je jedním z nejtypičtějších povrchových krasových tvarů. Nejčastěji jde o okrouhlé deprese (sníženiny), dosahující průměru od několika metrů do 1 km (útvary větší bývají již označovány jako polje) a hloubce od 1 m až po hluboké závrty hlubší než 100 m.
Závrty vznikají nejčastěji rozpouštěním rozpustné horniny směrem do podzemí, které se označuje také jako krasovění. Četnost závrtů na 1 km² bývá někdy udávána jako jedna z charakteristik stupně zkrasovění oblasti. V tropickém krasu dosahuje tato četnost někdy až několik set závrtů na km². Závrty se často vyskytují ve skupinách či řadách, podmíněných tektonickou predispozicí či průběhem podzemích prostor. Při postupném rozšiřování závrtů může docházet k jejich splývání se závrty sousedními a vzniku protáhlých depresí, které se někdy nazývají uvaly. Pro ně je poměrně charakteristické nerovné dno, způsobené různou hloubkou původních závrtů, i když i dno uval může být sekundárně zarovnáno naplaveninami.
Dno závrtu může být otevřené ponorem či propastí do podzemních prostor, nebo je ucpáno naplaveninami.

## Dělení a vznik závrtů
Závrty jsou podle morfologie a způsobu vzniku rozděleny na několik typů:
- závrty korozní (též zvané disoluční) – vznikají rozpouštěním krasovějící horniny (nejčastěji vápence) vodou, která, obohacena o uhličitan vápenatý, postupně proniká systémem puklin do podzemí. Takto ubývá na povrchu krasu horniny a vzniká deprese. Vznik deprese je tak způsoben procesy, působícími shora.
- závrty řícené – vznikají propadnutím stropů podzemních prostor po jejich oslabení korozí a erozí, působící zevnitř jeskyně, tj. zdola (oproti předchozímu typu shora). Tyto závrty vznikají náhle, vyznačují se převážně strmými skalnatými stěnami.
- závrty náplavové (též aluviální) – vznikají v krasovém terénu, pokrytém nerozpustnými sedimenty (jako např. říčními štěrky apod.). Krasovění takto probíhá až pod pokryvnou vrstvou v krasové hornině. Sedimenty z povrchu jsou unášeny vodou do rozšiřujících se puklin v hornině do hloubky, takže ubývající materiál v sedimentární vrstvě tvoří depresi.
- závrty sufózní – jsou analogií předchozího typu, ale zde je rozpustná hornina kryta nekrasovými nerozpustnými horninami (pískovcem apod.). Při ubývání objemu rozpustné horniny v hlubší vrstvě rozpuštěním dochází k sesedání nerozpustné horniny do hloubky a vzniku deprese.

## Historická poznámka
Významným příspěvkem pro teorii o vzniku závrtů bylo pozorování významného moravského archeologa a krasového badatele Jindřicha Wankela z dubna 1855, publikované v pražském časopise Lotos. Wankel ve svém článku popsal své pozorování vzniku říceného závrtu jižně od obce Holštejn v Moravském krasu. Tehdy došlo k propadu země na ploše o průměru 13 m do hloubky 22–24 m.
Tento závrt, zvaný dnes Wankelův závrt, lze stále vidět u červené turistické značky, vedoucí z Holštejna do Ostrova u Macochy. Dnes již však jde jen o 4 m hluboký závrt, jehož význam pro světovou karsologii již není v žádném případě patrný.